# Моргунов, Алексей Алексеевич
Алексе́й Алексе́евич Моргуно́в (9 (21) октября 1884, Москва — 15 февраля 1935, там же) — российский и советский художник, внебрачный сын пейзажиста Алексея Саврасова. Находился в центре художественной жизни русского авангарда, от которого впоследствии полностью отошёл. Как авангардист начинал с неопримитивизма с сильным влиянием фовизма, создал значительные работы в кубофутуризме, был сооснователем (вместе с Казимиром Малевичем и Иваном Клюном) феврализма; в советское время эволюционировал в неоклассицизм и закончил соцреализмом. Как и отец, был болен алкоголизмом и склонен к запоям.
Первая персональная выставка Алексея Моргунова состоялась в 2024 году в Третьяковской галерее и была приурочена к его 140-летию.

## Биография

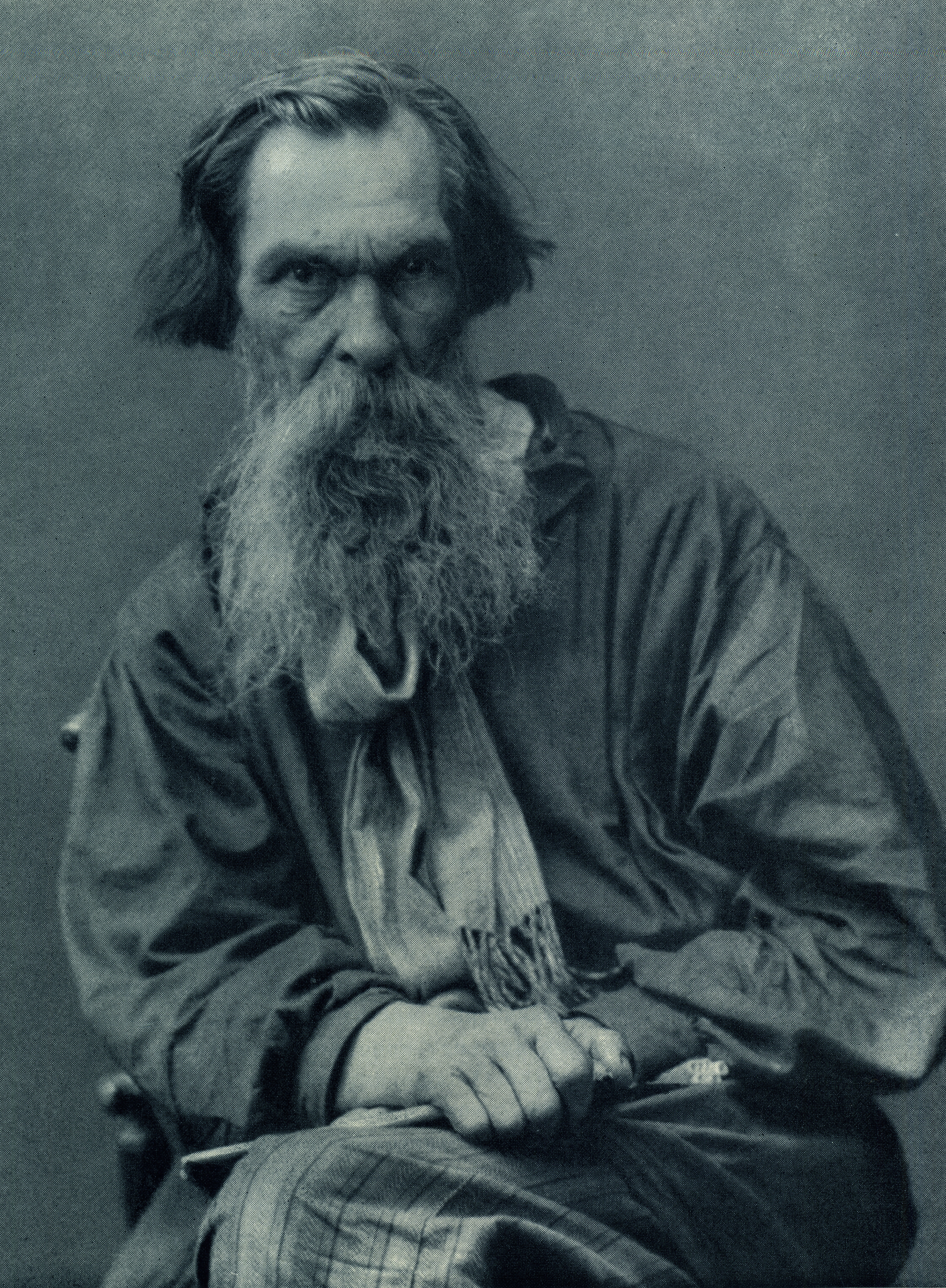
Отец Алексея Моргунова, художник Алексей Саврасов, в 1890-е годы — в период хронической алкогольной интоксикации

Алексей Моргунов — внебрачный сын пейзажиста Алексея Кондратьевича Саврасова — родился 9 (21) октября 1884 года в Москве.
Учился в Императорском Строгановском Центральном художественно-промышленном училище (1899—1902, 1909) и в частных студиях Константина Коровина и Сергея Иванова. В 1904 году, в двадцатилетнем возрасте, был принят в Московское товарищество художников и начал участвовать в выставках (вышел из этого объединения в 1910 году). Посещал интеллектуальный салон Константина Крахта. В 1909—1910 годах Моргунов путешествовал по Германии, Франции и Италии, где изучал современную западноевропейскую живопись. Большое влияние на него оказали импрессионисты, Пьер Пюви де Шаванн, Эдуард Мане, Гюстав Курбе, Поль Сезанн. В начале 1910-х годов художник держал мастерскую на Остоженке в Москве (Остоженка, 57), получившую известность под названием «Моргуновка»; она была местом встречи левых живописцев и своеобразным клубом и «свободной академией» для рисования натуры.

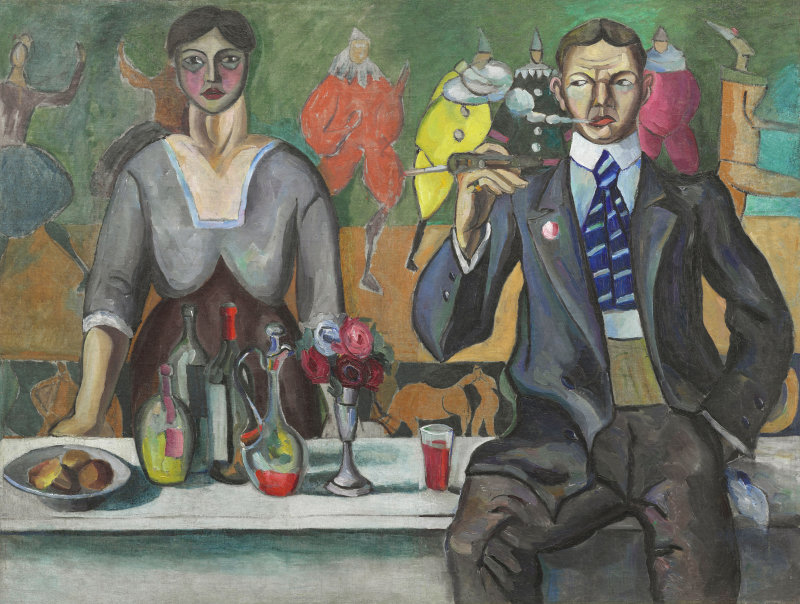
Алексей Моргунов. Портрет Натальи Гончаровой и Михаила Ларионова. 1913

Вернувшись в 1910 году из путешествия по Европе, в котором он погрузился в европейский протоавангард, Алексей Моргунов естественным образом примкнул к самой радикальной группе русских художников во главе c Михаилом Ларионовым. Группа получила название по первой, проведённой в конце 1910-го — начале 1911 года, выставке — «Бубновый валет». Моргунов не был ключевым участником этого объединения, но не был и аутсайдером среди 37 участников первой выставки. Именно Моргунов выполнил выставочную афишу одного из самых знаковых событий мирового авангарда. Аристарх Лентулов спустя двадцать с лишним лет вспоминал об этом:
Моргунов сделал в середине холста по циркулю круг, который в центре слегка сдвинул, и в каждой из половин нарисовал бубнового валета, одного вверх головой, другого вниз, как это есть на картах. Поле было покрыто оранжевым цветом, и чёрными буквами написано: «выставка картин Б. В.» («Бубнового валета»). Идущему по улице и читающему эту вывеску вполне могло показаться, что здесь не только картины, но и что-нибудь вроде игорного дома.

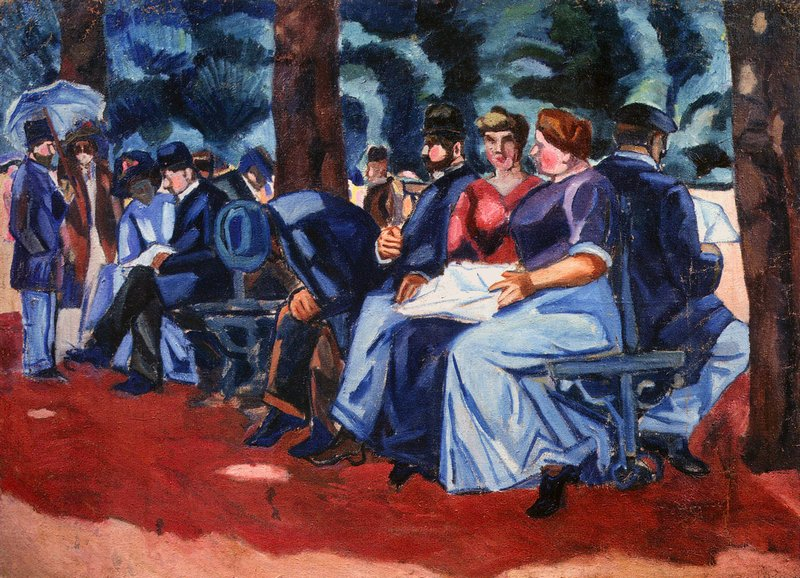
Алексей Моргунов. Под розовой тенью. 1911

Влияние «Бубнового валета» на раннее авангардное творчество Алексея Моргунова было определяющим: в своих работах этого времени он сочетал фовизм и неопримитивизм в редакции Михаила Ларионова. Позже, как и многие ведущие русские авангардисты, Моргунов прошёл через увлечение кубофутуризмом. В выставках и диспутах «Бубнового валета» Алексей Моргунов участвовал вплоть до 1914 года, фактически уже отойдя от художественной идеологии и «Бубнового валета», и нового детища Михаила Ларионова — «Ослиного хвоста», в единственной выставке которого в 1912 году он также участвовал.
В 1914—1915 годах Алексей Моргунов был одним из ближайших сподвижников Казимира Малевича, вместе с Моргуновым и Иваном Клюном основавшего феврализм. Начало феврализму было положено на публичном диспуте «Бубнового валета» 19 февраля 1914 года по старому стилю в зале Политехнического музея. Малевич, заявивший на диспуте о низвержении разума, и провоцировавший диспутантов Моргунов пришли на диспут с прикреплёнными на лацканах пиджаков деревянными ложками. Председательствовавший Пётр Кончаловский был вынужден закрыть собрание после слов Моргунова: «У меня от доклада Тугендхольда сделалось расстройство желудка, притом утомил, дурак…»

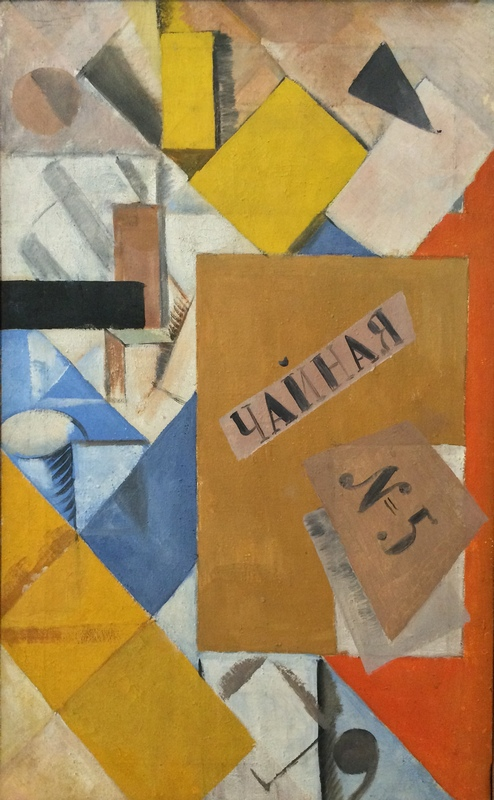
Алексей Моргунов. Чайная № 5

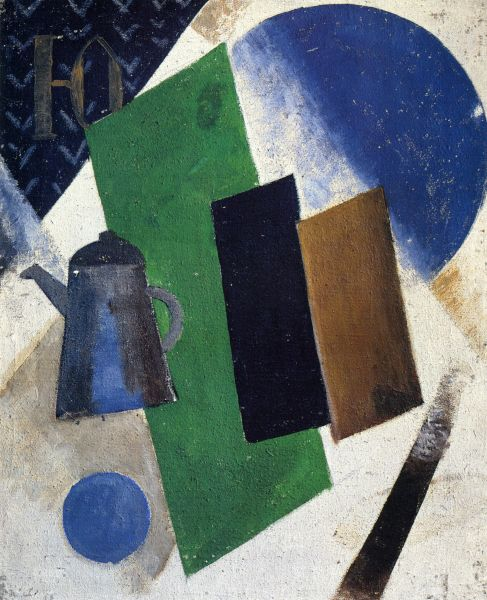
Алексей Моргунов. Композиция с буквой Ю. Середина 1910-х

Фотография гуляющих 1 марта 1914 года с ложками в петлицах по Кузнецкому Мосту Малевича и Моргунова попала в московские газеты. Вне газет осталась фотография троицы февралистов-«лошкарей» с Клюном, сделанная в тот же день, чуть ранее, в художественном ателье на Арбате.
Помимо эпатажа и алогизма в февралистских полотнах Алексея Моргунова, по наблюдению Александры Шатских, «присутствуют те самые плоскости правильных очертаний, что своим молчаливым взиранием так тревожили будущего супрематиста» Малевича. Однако в супрематизм Моргунов не попал. Шатских так пишет об этом:
Вынужденная цезура в творческих отношениях, о которой Малевичу пришлось сообщить Матюшину 28 сентября 1915 года («Моргунов сдал совсем и пришёл в ужасное состояние») была вызвана не «интриганством» супрематиста, которое понапрасну пытаются инкриминировать ему, а потомственным заболеванием отпрыска Саврасова. Чудовищные запои омрачали жизнь и отца, и сына.
На два года Моргунов почти полностью выпал из художественной жизни, частично вернувшись в неё только в раннесоветское время. После Октябрьского переворота с 1918 года был членом коллегии ИЗО Наркомпроса; в 1920—1921 годах работал в закупочной и тарифной комиссиях Наркомпроса. В 1918—1920 годах был профессором живописи в Первых Свободных государственных художественных мастерских. Был членом Пролеткульта, входил в группу «Объективный анализ» в ИНХУКе. В 1920-е годы художник обратился к неоклассицизму, а в последние годы жизни писал картины в стиле соцреализма. Моргунов входил также в Общество московских художников (ОМХ); несколько его картин («Днепрострой», «РионГЭС», «Туапсе. Нефтепровод», «Туапсе. Рабочий посёлок») в 1930-е годы были репродуцированы издательством ОМХ на открытках.
Алексей Моргунов умер в пятидесятилетнем возрасте в Москве 15 февраля 1935 года — в один год с Казимиром Малевичем.

### Семья и родственные связи
- Отец — Алексей Кондратьевич Саврасов (1830—1897), российский художник[16][17].
- Мать — Екатерина Матвеевна Моргунова (около 1856 — около 1920)[16][17].
- Сестра — Надежда Алексеевна Моргунова[16][17].
- Внучатый племянник (правнук отца по первому и единственному браку) — Олег Борисович Павлов (1921—2014), советский и российский художник[17].

## Выставки

### Персональные выставки
- 2024—2025 — «Алексей Моргунов. Среди первых», Москва, Государственная Третьяковская галерея[18]

### Групповые выставки
Прижизненные
- 1904 — 24-я Периодическая выставка, Москва, Исторический музей (с картиной «Лес»)[19]
- 1908 — 27-я Периодическая выставка, Москва, Московское общество любителей художеств (с картиной без названия)[20]
- 1910 — 7-я выставка Нового общества художников, Санкт-Петербург, Пассаж (с картинами «Вечер», «Цветы», «Осень»)[21]
- 1910—1911 — «Бубновый валет», Москва, декабрь 1910 — январь 1911 (с картинами Nature morte, Paris, Luxembourg, Aprè smidi, «За столиком», «Пейзаж», «Сосны»)[22][23]
- 1911 — 2-я выставка картин общества художников «Союз молодёжи», Санкт-Петербург[24]
- 1912 — Выставка картин группы художников «Ослиный хвост», Москва, Московское училище живописи, ваяния и зодчества (с картинами «Чаепитие», «Зима», Nature morte, «Цветы», «Мясники», «Пейзаж», «Пейзаж», «Окно», «Пейзаж», «Зимний пейзаж», «В ресторане», «Пейзаж», «Мясная лавка», «В чайной», «За столом», «Пляска», «Перед грозой», «Пейзаж», «В чайной»)[25]
- 1912 — Выставка картин «Мир искусства»[26]
- 1913 — Выставка картин общества художников «Бубновый валет» (с 10 картинами)[27]
- 1913—1914 — Выставка картин общества художников «Союз молодёжи», Санкт-Петербург, 10 ноября 1913 — 10 января 1914[28]
- 1914 — Выставка картин общества художников «Бубновый валет» (с картинами «Пейзаж», «Голова старика», «Цветы», «Цитрист», «Франт» [рисунок], «Автопортрет», «Чернильница», «Графин с вином»)[29]
- 1915 — 1-я футуристическая выставка картин «Трамвай В», Петроград, Малый зал Императорского общества поощрения художеств (с картинами «Цветы», «Голова старика», «Музыкальный инструмент», «Автопортрет», «Франт», «Алкоголь», «Пейзаж», «Скачки», «Гимназист», «Завтрак», «Портрет дамы», «Авиатор», «Куритель опиума», «Матрос», «Почтальон», «Всадник»)[30]
- 1916 — «Магазин», Москва[3]
- 1917 — «Московский салон», Москва[3]
- 1919 — 5-я государственная выставка картин, Москва[3]
- 1922 — Берлин[3]
- 1925 — 3-я художественная выставка картин калужских и московских художников[3]
- 1929 — 2-я выставка картин и скульптуры Общества московских художников, Москва, Парк культуры и отдыха (с картинами «Зрители» [эскизы], «Сидящая женщина», «Идущий мальчик», Nature morte, «Пейзаж»)[31]
- 1929 — «Дети в искусстве», Москва (с картиной «В татарской школе»)[32]
- 1929 — Exhibition of contemporary art of Soviet Russia, Нью-Йорк, Grand Central Palace (с картиной Boat Landing)[33]
- 1931 — 6-я выставка «Крым и Кавказ — здравницы С. С. С. Р.», Москва (с картинами «Кавказ», «Туапсе», «Хоста», «Шоссе Сочи — Сухум»)[34]
- 1931 — 3-я передвижная выставка, Свердловск, Магнитогорск, Омск, Новосибирск, Кузбасс, Семипалатинск, Алма-Ата, Ташкент, Самарканд, Ростов-на-Дону, Краснодар, Грозный, Новороссийск, Совхоз «Гигант», Минск, Смоленск (с картиной «Нефтепровод в Туапсе»)[35]
- 1932 — Юбилейная выставка «Художники РСФСР за 15 лет», Ленинград, Государственный Русский музей (с картинами «Днепрострой», «Шоссе Сочи — Сухум», «Хоста. Чёрное море»)[36]
- 1933 — Передвижная художественная выставка (с картиной «Туапсе. Нефтепровод»)[37]

Посмертные
- 2004—2005 — Русский авангард из собрания Российского государственного архива литературы и искусства («АРХИВажный авангард»), Москва, Государственная Третьяковская галерея (8 июня — 15 августа 2004); Санкт-Петербург, Государственный Русский музей (11 августа — 12 сентября 2005)[38]
- 2005 — «Бубновый валет», Москва, Государственная Третьяковская галерея, 1 февраля — 15 мая[39]

## Местонахождение произведений
- Государственная Третьяковская галерея («Портрет»)[17]
- Государственный музей современного искусства (Салоники) («Стоящая фигура (авиатор)», «Лаборатория авиатора», «Натюрморт с гребнем», «Натюрморт с колесом»)[2][40]
- Центр Харджиева—Чаги[2]
- Чикагский институт искусств («Портрет Натальи Гончаровой и Михаила Ларионова»)[41]
- Государственный Русский музей («Композиция с буквой Ю»)[42]
- Ярославский художественный музей («Мясная лавка»)
- Курская областная картинная галерея имени А. А. Дейнеки («Под розовой тенью»)
- Калужский музей изобразительных искусств («Чайная № 5»)[43]
- Краснодарский краевой художественный музей имени Ф. А. Коваленко («Композиция № 1»)
- Таганрогский художественный музей («Демонстрация»)[44]
- Музей изобразительных искусств Комсомольска-на-Амуре («Река Томь», «Профиль плотины», «Лунная ночь», «Сосны», «Дорога в Хосту», «Туапсе», «Декоративный мотив», «Здравница Кисловодск», «Кисловодск», «Зима. Дворик», «Усадьба с башнями», «Цветы», «Пейзаж», «Днепрострой»)[45]
- Слободской краеведческий музей («Композиция», 1915–1916). Средства на реставрацию картины были собраны при помощи краудфандинга в 2021 году.

## Сочинения
- Ган Ал., Моргунов А., Малевич К. Задачи искусства и роль душителей искусства // Анархия. — 23 марта 1918 года. — № 25.
- Моргунов А. К чёрту! // Анархия. — 29 марта 1918 года. — № 30.
- Моргунов А. Заколдованный круг // Анархия. — 4 апреля 1918 года. — № 35.
- Моргунов А. А. [Воспоминания] // Харджиев Н. И. Статьи об авангарде. — М., 1997. — Т. I.

## Комментарии
1. ↑  По другим сведениям, Саврасов с начала 1880-х годов был женат на матери Алексея Моргунова Е. М. Моргуновой вторым браком[1].
2. ↑  Отсюда — феврализм.